# Jurjevac Punitovački
Jurjevac Punitovački is een plaats in de gemeente Punitovci in de Kroatische provincie Osijek-Baranja. De plaats telt 307 inwoners (2001).